# رود هیل (استرالیای جنوبی)
رود هیل (انگلیسی: Hill River) نام یک رودخانه و همچنین یک منطقه روستایی در استرالیای جنوبی است. طول این رودخانه ۳۷ کیلومتر است و در پایان به رود براوتون می‌پیوندد.

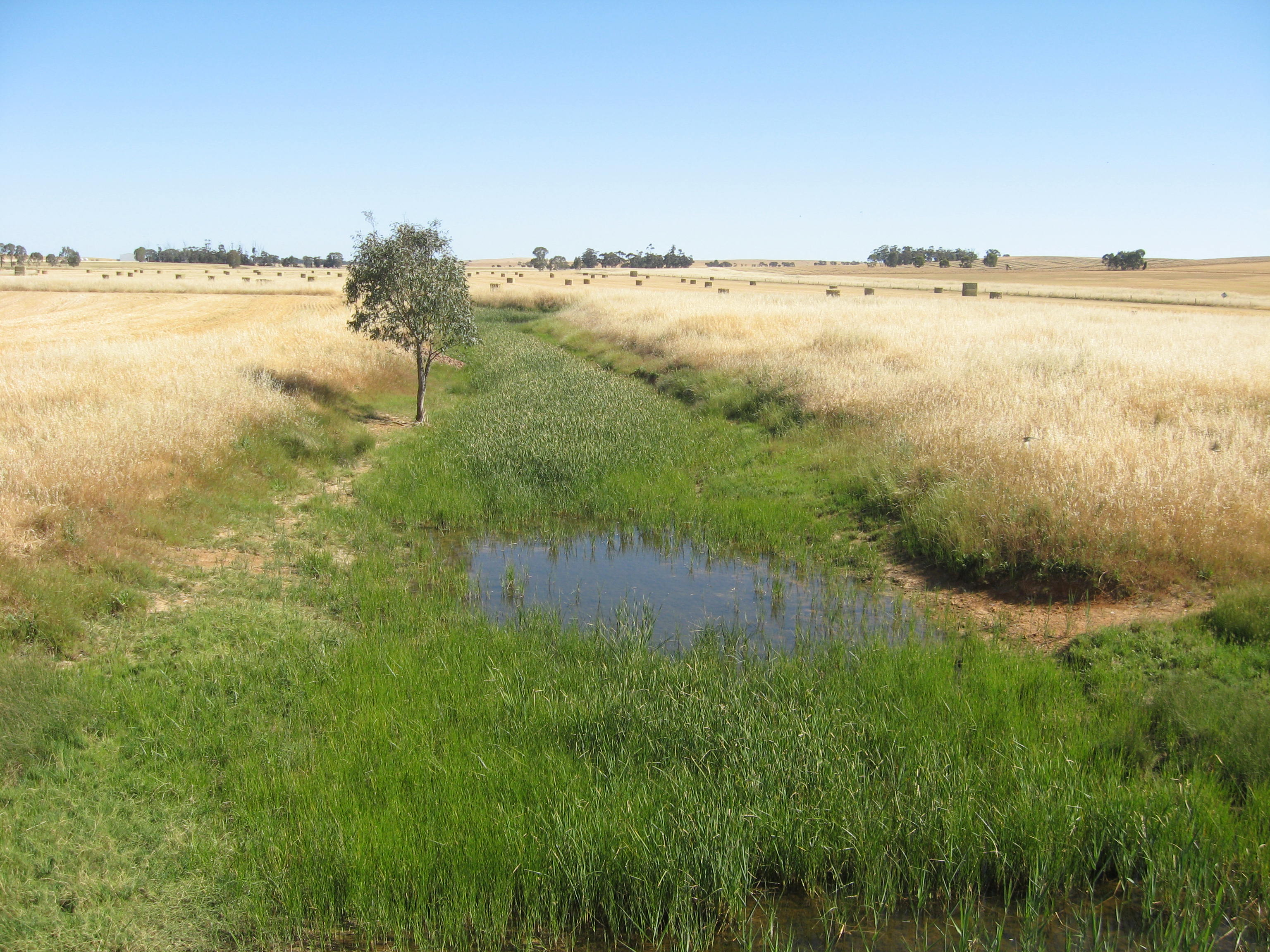
رودخانه هیل در بخش بالادست